# Green Grass (Dakota del Sur)
Green Grass es un lugar designado por el censo ubicado en el condado de Dewey en el estado estadounidense de Dakota del Sur. En el Censo de 2010 tenía una población de 35 habitantes y una densidad poblacional de 1,66 personas por km².

## Geografía
Green Grass se encuentra ubicado en las coordenadas 45°9′24″N 101°17′13″O / 45.15667, -101.28694. Según la Oficina del Censo de los Estados Unidos, Green Grass tiene una superficie total de 21.06 km², de la cual 21.06 km² corresponden a tierra firme y (0%) 0 km² es agua.

## Demografía
Según el censo de 2010, había 35 personas residiendo en Green Grass. La densidad de población era de 1,66 hab./km². De los 35 habitantes, Green Grass estaba compuesto por el 0% blancos, el 0% eran afroamericanos, el 94.29% eran amerindios, el 5.71% eran asiáticos, el 0% eran isleños del Pacífico, el 0% eran de otras razas y el 0% pertenecían a dos o más razas. Del total de la población el 0% eran hispanos o latinos de cualquier raza.